# Országos Gerincgyógyászati Központ
Az OEP-finanszírozott Országos Gerincgyógyászati Központ Budapest XII. kerületében, a Királyhágó utcában található. Az intézmény Magyarország egyetlen olyan kórháza, amely a gerincbetegségek diagnosztikájának és kezelésének szinte teljes spektrumát átfogja a diagnosztikától a műtét nélküli és műtéti kezeléseken át a rehabilitációig. A kórház felszereltségének és szakmai felkészültségének köszönhetően az ország vezető gerincgyógyászati szakmai műhelye.

## Történet
Az Alkotás utca - Királyhágó utca - Böszörményi út - Nagyenyed utca által határolt területen 1870-1872 között épült fel a Budai Helyőrségi Kórház. 1950-ben lebontották. A helyén ma az 1961-1965 között épült honvédségi lakótelep áll. A hajdani tiszti kórház 1939-ben emelt Királyhágó utcai tömbjében 1995 óta különböző elnevezésekkel az Országos Gerincgyógyászati Központ működik.
A kórház a Semmelweis Egyetem Ortopédiai Klinikájának Gerincsebészeti és Rehabilitációs Osztályából alakult 1995-ben. Több éven keresztül a Központi Honvédkórház, majd az Országos Gyógyintézeti Központ szervezetébe integráltan működött, mígnem 2005-ben teljes önállóságot ért el. Jelenleg a Budai Egészségközpont Kft. üzemelteti. Az intézet alapítója és jelenlegi főigazgatója Dr. Varga Péter Pál. A központot alapító munkacsoport tagjai: Dr. Ferenc Mária reumatológus, Dr. Jakab Gábor ortopédsebész és Dr. Tóth István idegsebész főorvosok.

## Gerincgyógyászati tevékenység
Az Országos Gerincgyógyászati Központban a gerincbetegségek kezelése több szakma találkozási területe. A központban általános, ortopéd-, baleseti és idegsebészek, reumatológusok mellett nagyszámú aneszteziológus-intenzív orvos, radiológus, pszichológus, gyógytornász és egyéb szakmák specialistái (urológus, nőgyógyász, ideggyógyász, szemész, gégész stb.) tevékenykednek a gerincbetegségek teljes körű kivizsgálására és kezelésére koncentrálva.

## Fekvőbeteg ellátás

### Gerincsebészet
Az intézményben a gerincsebészeti tevékenység teljes spektrumában jártas szakemberek közreműködésével nemzetközileg is elismert műtéti tevékenység folyik az alábbi területeken:
- gerincdeformitások kezelése
- gerincdaganatok sebészi kezelése
- gerincprotetika (gerinc protézisek)
- hagyományos gerincsebészeti eljárások
- időskori gerincbetegségek kezelése
- komplex diagnosztikai eljárások
- minimál invazív gerincsebészet

### Gerincbetegségek konzervatív terápiás (nem műtéti) kezelése
A kórház konzervatív terápiás részlegének elsődleges tevékenységi köre a nem műtétes gerincbetegek állapotfelmérése, konzervatív kezelése és kivizsgálása. Az állapotfelmérés elsősorban az aktivitással összefüggő, vagyis a mechanikai eredetű gerincbetegségek úgynevezett feltáró módszere. Az állapotfelmérés eredménye mind a sebészi tevékenység, mind a konzervatív terápia számára komplex tervezhető gondozási program alapját szolgálja. A konzervatív kezelés célja a gerincbetegséggel összefüggő fájdalom csökkentése, a napi aktivitás és a minél előbbi munkába állítás elősegítése, valamint a gerinc funkcionális kapacitásának és ezáltal terhelhetőségének növelése. Alkalmazott konzervatív terápiás lehetőségek: különböző fájdalomcsillapító infúziók, injekciók, ízületi -és ideggyöki, valamint gerinccsatornába adott blokád injekciók, fizioterápiás kezelések/ kiemelendő az egyéni gyógytorna program/, pakolások, pszichoterápia és gerinciskola keretében működő betegnevelés és betegoktatás. A bent fekvés során a kivizsgálás részeként történő megfigyelésünk kizárja vagy alátámasztja a gerincfájdalom és végtagfájdalom okaként szereplő egyéb lehetséges- a gerinc eredetű tüneteket utánzó- differenciáldiagnosztikai problémát jelentő kórképet vagy kórképeket, vagy a panaszok hátterében álló pszichoszociális tényezőket.

## Járóbeteg ellátás
Jelenleg az intézményben mozgásszervi, aneszteziológiai, neurológiai, pszichológiai, gyógytorna és sürgősségi ambulancia működik.

### Mozgásszervi ambulancia
Nagy forgalmú ambulancia, ahol évente több mint tízezer járóbeteg vizsgálata és ellátása történik. Zömében gerincbetegek vizsgálata és ellátása zajlik az intézetben, de nem elhanyagolható az egyéb mozgásszervi (általános ortopédia, traumatológiai) panaszokkal érkező betegek száma sem.

### Gyógytorna ambulancia
Az intézetben zajló, elsősorban gerincproblémákra szakosodott komplex gyógyító tevékenység szerves része a fizioterápia. Összehangolt, egymásra épülő team munka (orvos-gyógytornász) segíti betegeink mielőbbi gyógyulását, rehabilitációját.
A fizioterápiás részleg több mint tízéves tapasztalattal rendelkezik a gerincgyógyászat területén. A pácienseink számára egyéni kezelések alkalmával testre szabott aktivitási programot állítanak össze a gyógytornászok. Helyreállítják a gerinc funkcionális kapacitását, vagyis az elváltozások adta lehetőségekhez mérten növelik a mozgásterjedelmet, a gerincet stabilizáló izomzat erejét, és állóképességét. Az általuk megtanított speciális tréning rendszeres gyakorlásával pácienseink olyan életminőségbeli javulást érhetnek el, amely hosszútávon képessé teszi őket a napi tevékenységek (munka, sport, szabadidő) tünetmentes elvégzésére.

### Aneszteziológiai ambulancia
A műtéti előkészítés szerves és elengedhetetlen részét képező altatóorvosi kivizsgálás is intézményünk belül, a mozgásszervi beavatkozások aneszteziológiájában különösen jártas szakemberek végzik.

### Neurológiai ambulancia
Azon betegek részére, akiknél a diagnózis felállításhoz differenciáldiagnosztikai okokból organikus neurológiai és/vagy komplex elektrofiziológiai kivizsgálás elvégzése is szükséges.

### Sürgősségi ambulancia
Amennyiben a beteg állapota sürgős ellátást igényel, az intézményben lehetőség van soron kívüli ellátás igénybevételére.

### Radiológia
Az Országos Gerincgyógyászati Központ radiológiai osztályán Magyarországon az elsők között helyeztek üzembe az osztályon direkt digitális (ddR) röntgenberendezést, amely alacsonyabb sugárterheléssel, röntgen film használata nélkül teszi lehetővé a radiológiai vizsgálatok teljes spektrumát. 2005. szeptember vége óta üzemel a 3D/4D képalkotásra képes ultrahang berendezés. A CT-MR laborban korszerű, gyors 4 szeletes multisclice CT berendezés minden testrégió vizsgálatára alkalmas. A nyitott MRI készülék a klausztrofóbiás betegek vizsgálatát is lehetővé teszi. A koponya és gerinc vizsgálatán kívül a berendezés kiválóan alkalmas mozgásszervi elváltozások, ízületek, sportsérülések diagnosztizálására is.

### Pszichoterápia
A Pszichoszomatikus Ambulanciát 2010-ben alapította Dr. Császár Noémi és Prof. Dr. Bagdy Emőke, azzal a céllal, hogy korszerű és hathatós segítséget nyújtson az alapvetően krónikus testi panaszoktól szenvedő betegeknek. Dr. Császár Noémi, a munkacsoport vezetője, másfél évtizede foglalkozik pszichoterápiával, és sok éve a pszichoterápiás módszerek oktatója. Az Országos Gerincgyógyászati Központ Pszichoterápiás Osztálya vizsgálati (állapotfelmérési) rendszert alakított ki, melynek segítségével a lelki zavarok már kezdeti fázisban felismerhetőek, így megelőzhető a stressz következtében előálló tartós testi-lelki terheltség számos formája.

## Nemzetközi kapcsolatok
Az Országos Gerincgyógyászati Központ fontos szerepet játszik a gerincgyógyászat nemzetközi életében. A munkatársak a hazai és nemzetközi szakmai szervezetekben igen aktívak, a konferenciákon tartott előadások mellett sok intézeti meghívásnak tesznek eleget. Az intézet tagja az AOSpine nemzetközi gerincgyógyászati társaságnak, melynek Dr. Varga Péter Pál a magyarországi elnöke. A központ szervezője és házigazdája az évente megrendezésre kerülő Bologna-Budapest nemzetközi gerincgyógyászati konferenciának.

## Kutatás-fejlesztés
Az intézetben nemzetközileg jegyzett kutatás-fejlesztési tevékenység zajlik. A tudományos munka központi koordinálását a Kutatás-fejlesztési részleg végzi, ahol négy PhD hallgató mellett, kutatóorvos, gyógytornász és tudományos asszisztensek dolgoznak a projektek napi feladatain. Az intézet által végzett kutatások középpontjában a degeneratív gerincbetegségek és a gerincdaganatok molekuláris biológiai, biomechanikai és klinikai kérdései állnak. A vizsgálatok többnyire pályázati (OTKA, Európai Unió, Eurospine, AOSpine stb.) forrásokból valósulnak meg, de ipari fejlesztési projektekben is aktívan részt vesznek az intézet orvosai. A tudományos munka eredményességét a nemzetközi folyóiratban publikált közlemények mellett, a hazai és nemzetközi konferenciákon díjazott előadások emelkedő száma is jelzi. Az Intézetben 2018-ban alakult az In Silico Biomechanikai Laboratórium (ISBL), melyet dr. Éltes Péter Endre és dr. Lazáry Áron vezet. A laboratórium tudományos és innovációs tevékenységét az in silico medicina eszköztárának felhasználásával végzi.

## Társadalmi felelősségvállalás
Az Országos Gerincgyógyászati Központ tevékenységei között kiemelten fontos szerepet kap a prevenciós és betegtájékoztatási tevékenység. A prevenciós részleg vezetője Dr. Somhegyi Annamária. Az intézmény 1995-től szorosan együttműködik a Magyar Gerincgyógyászati Társaság tartásjavító torna iskolai elterjesztésével kapcsolatos prevenciós programjával. Az intézet elsődleges prevenciós tevékenysége a kórházi keretekből kilépve, a társadalom életében az egyéni és a közösségi élet színterein jelenik meg és alapvetően az iskoláskorú gyermekek egészségének megőrzését célzó munkát jelenti. A kórházon belüli prevenciós munka főképpen a konzervatív kezelés részeként jelenik meg. Helyi szinten az intézet szerepet vállal az Egészséges Hegyvidék programban, melynek célja az egészségtudatos életmód ösztönzése, és az ehhez szükséges ismeretek minél szélesebb körű terjesztése.

## Vezetőség
- Varga Péter Pál, dr.[5] főigazgató, gerincsebész, ortopéd szakorvos
- Papik Kornél, dr. ügyvezető igazgató, ortopéd szakorvos
- Hoffer Zoltán, dr. orvosigazgató, gerincsebész, ortopéd szakorvos
- Jakab Gábor, dr. tudományos és oktatási igazgató, gerincsebész, ortopéd szakorvos
- Urosevics Milica, dr. orvosigazgató, aneszteziológus szakorvos
- Tóth István, dr. főigazgató szakmai helyettese, gerincsebész, traumatológus, idegsebész szakorvos
- Somhegyi Annamária, dr. prevenciós igazgató, reumatológus szakorvos

## Külső hivatkozások
- Országos Gerincgyógyászati Központ bemutatkozása
- Országos Gerincgyógyászati Központ, a Budai Egészségközpont szakkórháza[halott link]
- Országos Gerincgyógyászati Központ a Foursquare-en
- Az intézet szakorvosainak szerkesztésében jelenik meg a gerinces internetes oldal, mely a gerinc kutatásának és gyógyításának aktuális állásáról, valamint a gerincbetegségek megelőzésének társadalmi feladatairól szól.